# Transport Fever 2
Transport Fever 2 ist das dritte Computerspiel der schweizerischen Spieleentwickler Urban Games aus Schaffhausen. Die Wirtschaftssimulation wurde von Good Shepherd Entertainment publiziert und ist seit Dezember 2019 für Windows und Linux verfügbar und ist im Februar 2021 auch für macOS erschienen. Das Spiel orientiert sich stark an den jeweiligen Vorgänger-Konzepten von Transport Fever und Train Fever. Am 19. Mai 2025 wurde der Nachfolger Transport Fever 3 angekündigt.

## Spielprinzip
Ebenso wie die zwei Vorgänger ist Transport Fever 2 eine Verkehrssimulation. Auf einer editierbaren oder zufallsgenerierten Karte müssen Städte per Bus, Bahn, Schiff oder Flugzeug verbunden und Personen befördert sowie Güter transportiert werden. Man muss Lieferketten erstellen und Städte mit verschiedenen Ressourcen versorgen, um Geld zu verdienen. Auch innerstädtischer Verkehr ist per Bus und Tram möglich. Der Spieler startet dabei im Jahr 1850 (oder nach Wunsch auch später) und spielt bis in die Zukunft. Der Spieler spielt dabei entweder in einer europäischen, US-amerikanischen oder tropischen Umgebung. Insgesamt 200 verschiedene Fahrzeuge aus unterschiedlichen Regionen stehen zur Verfügung.
Neben dem freien Spiel gibt es auch Kampagnen für Europa, Asien und Amerika.

### Mod-Support
Genau wie in den Vorgängern Transport Fever und Train Fever sind Mods ein zentraler Bestandteil des Spielkonzeptes. Es können sowohl Fahrzeug-Mods (Autos, Boote, Busse, Flugzeuge, Züge) als auch Gelände-, Asset- oder Script-Mods hinzugefügt werden. Diese können sowohl über den Steam Workshop als auch von anderen Quellen bezogen werden. Im Gegensatz zum Vorgänger können auch Spielstände geladen werden, wenn vorher verwendete Mods nicht mehr verfügbar sind. Neben Mods können auch Spielstände von anderen Spielern heruntergeladen und verändert werden.

## Rezeption
Innerhalb der Serie stellt es nur einen kleinen Sprung dar. Das bewährte Prinzip des Vorgängers wurde beibehalten und um einen neuen Kartentyp, neue Fahrzeuge und Verbesserungen in der Handhabung ergänzt. Im Detail wurden Landschaften, Performance und die Benutzeroberfläche verbessert und weiterentwickelt. Das Versorgungssystem der Städte sei komplexer, ein Karteneditor wurde integriert und die Unterstützung für Mods erleichtert. Die asiatischen Fahrzeuge und das tropische Biom sorgen für angenehme Abwechslung. Der Anspruch im Wirtschaftsteil sei gering, die Spielbalance zeige kleinere Probleme und auf Tag-Nacht-Wechsel oder Jahreszeiten wurde komplett verzichtet. Das Spiel habe Modelleisenbahn-Flair und sei deutlich ausgereifter als der Vorgänger. Die Kampagne hingegen sei nicht mehr als ein umfangreiches Tutorial. Die Zufallskarten böten jedoch genug Abwechslung. Die wirtschaftlichen Zusammenhänge werden hingegen nicht erklärt. Nach der Einstiegshürde erwarte den Spieler ein fesselndes Spiel.

### Auszeichnungen
- Swiss Game Awards 2020[10]